# 馬米果
馬米果（学名：Pouteria sapota）为山欖科桃欖屬下的一个种。分佈於中美洲，果實可食用，且富含維生素B2、維生素B3、維生素B6、維生素C、維生素E、鎂、鉀和饍食纖維。

## 扩展阅读
- 維基物種上的相關：馬米果